# Blanice (Sázava)
Blanice sau Vlašimská Blanice (în germană Blanitz) este un râu din Cehia, afluent de stânga al râului Sázava. Curge prin regiunile Boemia de Sud și Boemia Centrală și are o lungime de 66,0 kilometri (41,0 mi). Bazinul său hidrografic are o suprafață de 543,3 kilometri pătrați (209,8 mi2).
În Radonice se află o miră hidrometrică administrată de Institutul Hidrometeorologic Ceh.

## Etimologie
Numele său este derivat din cuvântul din ceha veche blan, care are sensul de „luncă”. Numele este o referință la caracterul teritoriului prin care curge. Râul este uneori numit Vlašimská Blanice pentru a-l deosebi de afluentul omonim al râului Otava.

## Geografie

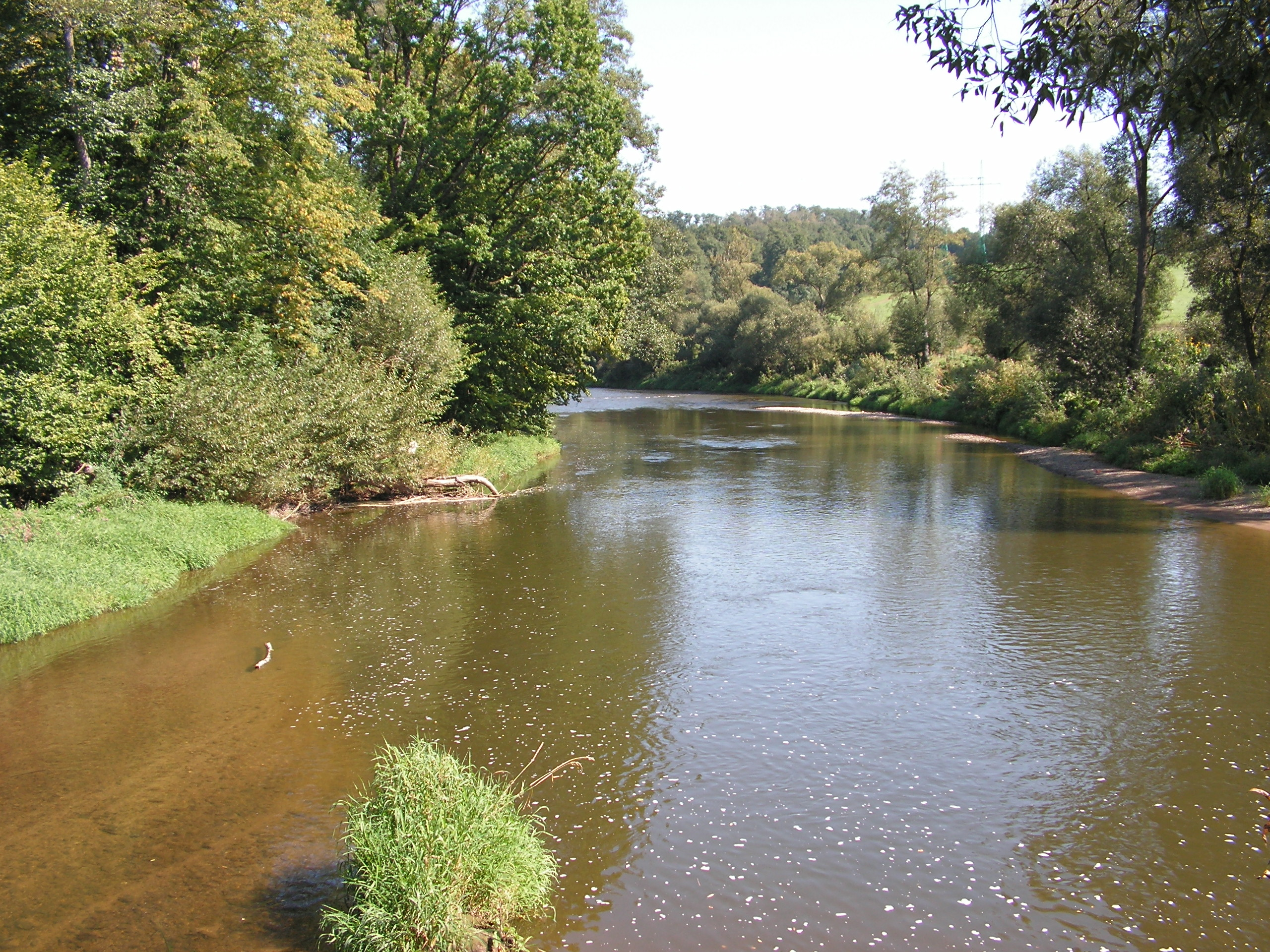
Confluența râului Blanice (stânga) cu Sázava

Blanice își are originea pe teritoriul comunei Rodná⁠(d) din Munții Křemešník, la o altitudine de 673 m (2.208 ft) deasupra ivelului mării. Curge către Soběšín⁠(d), unde se varsă în râul Sázava la o altitudine de 303 m (994 ft). Blanice are o lungime de 66,0 kilometri (41,0 mi). Bazinul său hidrografic are o suprafață de 543,3 kilometri pătrați (209,8 mi2).
Cei mai lungi afluenți ai râului Blanice sunt:
| Nume afluent    | Lungime (km) | Km râu | Afluent de |
| --------------- | ------------ | ------ | ---------- |
| Chotýšanka      | 37,1         | 7,9    | stânga     |
| Slupský potok   | 15,5         | 47,6   | stânga     |
| Novoveský potok | 12,4         | 53,3   | stânga     |
| Brodec          | 10,1         | 30,6   | dreapta    |

## Așezări
Cea mai notabilă așezare de pe râul Blanice este orașul Vlašim din districtul Benešov. Râul curge prin teritoriile comunelor Rodná⁠(d), Pohnání⁠(d), Dolní Hrachovice⁠(d), Mladá Vožice, Běleč, Šebířov⁠(d), Kamberk⁠(d), Zvěstov⁠(d), Louňovice pod Blaníkem⁠(d), Ostrov, Kondrac⁠(d), Hradiště, Vlašim, Ctiboř, Tehov, Libež⁠(d), Všechlapy, Divišov, Český Šternberk⁠(d) și Soběšín⁠(d).

## Corpuri de apă

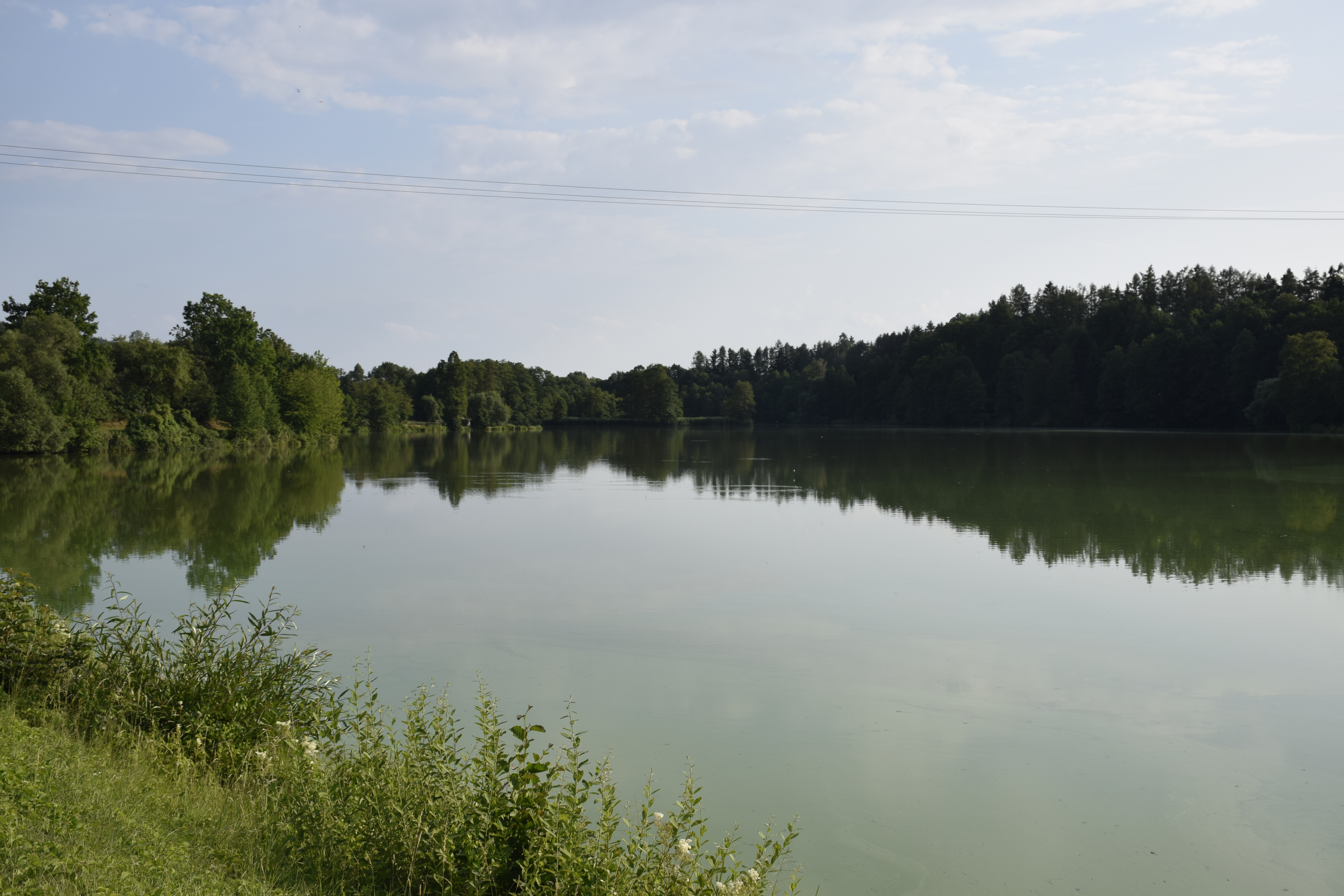
Iazul Kamberský (Zlatohorský) de pe Blanice

În zona bazinului său hidrografic se găsesc 934 de corpuri de apă. Cel mai mare dintre acestea este iazul de pește Smikov cu o suprafață de 23,2 hectare, construit pe Chotýšanka. Patru iazuri au fost construite direct pe Blanice.

## Natură
Cei mai întâlniți pești din râu sunt cleanul, babușca și porcușorul comun. Mai rară este apariția anghilei europene.
Albia râului în secțiunea dintre Mladá Vožice și Kamberk⁠(d) este protejată ca Monument al Naturii Vlašimská Blanice cu o suprafață de 30,4 hectare. Blanice curge apoi prin Aria protejată de peisaj Blaník⁠(d). O zonă mai largă, care include ambele zone protejate, este, de asemenea, protejată ca zonă specială de conservare Vlašimská Blanice. Motivul protecției este apariția speciilor rare și pe cale de dispariție, în special midia de apă dulce (Margaritifera margaritifera⁠(d)), cicarul de pârâu (Lampetra planeri), gândacul pustnic  (Osmoderma eremita⁠(d)) și vidra de râu eurasiatică (Lutra lutra).

## Turism
Blanice este potrivit pentru turismul fluvial în timpul primăverii, când nivelul râului este mai ridicat. O secțiune de 42 km a râului este navigabilă.
Secțiunea inferioară de sub Libží a fost folosită în trecut pentru rafting.